# Lancashire (fromage)
Pour les articles homonymes, voir Lancashire (homonymie).
Le Lancashire (ˈlæŋkəʃər) est un fromage anglais au lait de vache pasteurisé produit dans le comté de Lancashire. Il existe trois variétés de Lancashire. Le Creamy Lancashire et le Tasty Lancashire sont produits selon une méthode traditionnelle tandis que le Crumbly Lancashire utilise une méthode de production plus récente adaptée à la production en masse.

## Creamy Lancashire
Pendant des siècles, les femmes des producteurs laitiers du Lancashire utilisaient le surplus de lait pour faire du fromage. Dans les petites fermes, le surplus quotidien était insuffisant pour faire du fromage, ainsi le lait de la journée était caillé et mis de côté jusqu'à avoir suffisamment de lait caillé pour faire un fromage. La méthode traditionnelle est standardisée dans les années 1890 par Joseph Gornall de Garstang et Pilling, un conseiller du comté qui visite de nombreuses fermes du Lancashire pour mettre au point la recette toujours utilisée au XXIe siècle, la méthode Gornall,. Sa recette est vendue entre 1892 et 1919.
Le Creamy Lancashire (Lancashire crémeux) est affiné pendant deux à quatre semaines. Sa texture est duveteuse et sa saveur crémeuse et il n'est pas filant une fois fondu.
Le Beacon Fell Traditional Lancashire Cheese est une appellation d'origine protégée. Ce nom ne peut être utilisé que pour les fromages dont le lait provient de la zone au nord du Ribble, c'est-à-dire les villes de The Fylde, Preston et Blackpool, et fabriqué dans cette zone. Le nom provient du Beacon Fell Country Park.

## Tasty Lancashire
Le Tasty Lancashire (Lancashire savoureux) est produit selon la même méthode que le Creamy Lancashire mais l'affinage est plus long, de 12 semaines à 24 mois. Il a une saveur de noisettes.

## Crumbly Lancashire
Le Crumbly Lancashire (Lancashire friable) est créé à la fin des années 1960. Contrairement aux autres variétés de Lancashire, il est produit avec le lait d'une seule journée et ressemble à d'autres fromages friables comme le Cheshire ou le Wensleydale. C'est le seul fromage Lancashire produit en dehors du comté du Lancashire. Il n'est affiné que durant 6 à 8 semaines ce qui donne un fromage friable et frais, à la saveur acide.

## Fromage de Leigh
Le fromage de Leigh est une version du de Lancashire dont la production a cessé au XIXe siècle.